# Cíclope (Marvel Comics)
Cíclope (Scott Summers) es un personaje ficticio que aparece en los cómics estadounidenses publicados por Marvel Comics y es miembro fundador de los X-Men. Creado por el escritor Stan Lee y el artista Jack Kirby, el personaje apareció por primera vez en el cómic The X-Men de 1963, en la Edad de Plata de los cómics.
Cíclope es miembro de una subespecie de humanos conocidos como mutantes, que nacen con habilidades sobrehumanas. Cíclope emite poderosos rayos de energía de sus ojos y solo puede controlar los rayos con la ayuda de gafas especiales que debe usar en todo momento. Por lo general, se le considera el primero de los X-Men, un equipo de héroes mutantes que luchan por la paz y la igualdad entre mutantes y humanos, uno de los principales líderes del equipo.
Cíclope se presenta con mayor frecuencia como el héroe arquetípico de la cultura popular estadounidense tradicional, lo opuesto a los antihéroes duros y contrarios a la autoridad que surgieron en la cultura popular estadounidense después de la Guerra de Vietnam (por ejemplo, Wolverine, su compañero de equipo de X-Men).
James Marsden interpretó inicialmente a Cíclope en las películas de X-Men, mientras que una versión más joven del personaje fue interpretado por Tim Pocock en la precuela de 2009 X-Men Origins: Wolverine, y fue interpretado por Tye Sheridan en X-Men: Apocalipsis (2016), así como un cameo en Deadpool 2 (2018) y Dark Phoenix (2019).

## Historial de publicaciones
Cíclope apareció por primera vez en The X-Men # 1 (septiembre de 1963). Fue creado por Stan Lee y Jack Kirby, y ha sido un personaje principal de la serie X-Men. Lee dijo que Cíclope y Bestia eran sus dos X-Men favoritos, y explicó que "Me encantan los héroes torturados, y fue torturado porque no podía controlar su poder". Originalmente llamado "Slim Summers", por The X-Men #3, su nombre fue cambiado a "Scott", y "Slim" se convirtió en un apodo.
Scott Summers es el primero de los X-Men reclutado por el Profesor X; Xavier elige personalmente a Scott para liderar a sus X-Men y continuar con el legado de sus ideales de armonía entre humanos y mutantes. Xavier ve a Scott como uno de sus alumnos más preciados; su relación exhibe cualidades de padre/hijo. De vez en cuando, la extrema lealtad de Scott hacia Xavier le ha costado mucho en sus relaciones con los demás; pero, en el transcurso de la historia de publicación de los personajes, finalmente emerge de la sombra de Xavier como el líder indiscutible de los X-Men.

## Biografía ficticia

### Infancia y Juventud
Scott Summers nació en Anchorage, Alaska. Es el hijo mayor del Capitán USAF Christopher Summers y de su esposa Katherine Anne. Tuvo un hermano menor llamado Alexander. Cierto día, cuando Scott tenía 10 años de edad, el Capitán Summers llevó a su familia en un vuelo en su De Havilland Mosquito. El avión fue atacado por una nave extraterrestre Shi'ar. A medida que el avión caía en llamas, los padres de Scott lo empujaron junto a su hermano Alex en el único paracaídas que había en el avión. Por desgracia, el paracaídas fue incendiado con una chispa de la nave espacial y el aterrizaje de los hermanos Summers fue fatal. Ambos quedaron heridos, principalmente Scott, quién recibió un golpe muy fuerte en la cabeza.
El Capitán Summers y su esposa Katherine Anne, fueron abducidos por los Shi'Ar y llevados a su lejano Imperio intergaláctico. Los talentos de Summers habían llamado la atención del Emperador D'Ken. Katherine estaba embarazada en el momento de la abducción. Christopher se negó a trabajar para los Shi'Ar. Cuando descubrió que D'Ken trataba de violar a Katherine, Christopher lo atacó. En represalia, D'Ken mató a Katherine y envió a Summers a una prisión, donde permaneció años. El bebé de Katherine fue rescatado del cuerpo de su madre y fue entregado a un laboratorio Shi'Ar, donde sería criado como un esclavo.
En La Tierra, la familia Summers había logrado captar la atención del temible villano Nathaniel Essex, conocido como Mr. Siniestro. Siniestro sabía de la pureza genética de la familia Summers y que entre su linaje, estaban destinados a engendrar al futuro mesías de la raza mutante. De esta manera, Siniestro comenzó a manipular la vida de los pequeños hermanos Summers, sobre todo de Scott. Fue él quién ocultó a los abuelos de los niños que estos habían sobrevivido. Ambos fueron enviados a un orfanato luego del accidente, la Residencia Para Niños Abandonados en Omaha, Nebraska. Alex logró recuperarse rápidamente y pronto fue dado en adopción a una familia, pero Scott pasó meses en estado de coma.
Scott despertó tiempo después, pero pocos matrimonios mostraban interés en adoptarle, pues ya no era un niño pequeño. Lo peor llegó cuando entró en la pubertad y sus poderes mutantes se manifestaron. Los rayos ópticos de energía concusiva brotaron sin control de sus ojos. Al parecer el golpe en la cabeza que recibió en el accidente, había dañado la parte de su cerebro que controla sus poderes. Scott incluso llegó a herir accidentalmente a algunas parejas que le adoptaron. Todo esto en realidad era un plan de Siniestro, quien además se hacía presente en la vida de Scott con la apariencia del Dr. Nathan Milbury, un "médico" que se aparecía en el orfanato para hacer experimentos con él. Esto lo volvió un niño triste, tímido y antisocial.
Cuando Scott cumplió 17 años, decidió escapar del orfanato. En un viaje a Nueva York, Scott camina a través de un sitio de construcción y sus rayos ópticos se activan. El rayo daña una grúa metálica haciendo que caiga hacia una multitud. Scott piensa rápido, desatando un segundo rayo, el cual destruye la grúa. La gente piensa que esto es un acto de violencia, por lo que intentan lincharlo. Scott logra escapar y se encuentra con Jack O'Diamonds, un criminal que intentó reclutarlo para su banda de niños delincuentes. Por fortuna, Scott es encontrado por el Profesor Charles Xavier, quien borra los recuerdos de la multitud y evita su linchamiento. Xavier a continuación invita a Scott a que se matricule en su Escuela para Jóvenes Superdotados, en Westchester, Nueva York. Scott acepta la oferta de Xavier, convirtiéndose así en el primer alumno de su escuela y oficialmente también en el primer miembro de los X-Men.

### Los X-Men originales
Scott comenzó a ser entrenado por Xavier en su escuela para ser parte de los X-Men, el nuevo equipo de superhéroes mutantes. Scott tomó entonces el nombre código de Cíclope. A él se le sumaron a la escuela de Xavier otros cuatro jóvenes: Iceman, Bestia, Ángel y Jean Grey. Cíclope es elegido como líder de campo del equipo no solo por su mayor experiencia, sino también por su don de mando y facilidad para formar estrategias. Los X-Men hacen su debut público meses después, al salvar la base espacial estadounidense de Cabo Cañaveral de un ataque del villano Magneto, el "Amo del Magnetismo".
Desde que la conoció, Cíclope se sintió atraído románticamente por su compañera de equipo, Jean Grey. Ella le correspondió y ambos iniciaron un romance que se prolongó durante años.
Más adelante, Cíclope se reencuentra con su hermano menor, Alexander. Alex estudiaba en la Universidad de Chicago cuando sufrió el despertar de sus poderes mutantes y fue atacado por la perversa criatura Sauron. Los X-Men lo rescataron. Ambos hermanos se reconocieron y se mostraron felices de encontrarse. Alex también se unió a los X-Men, pero solo como miembro de reserva, tomando el nombre código de Havok.

### Segundo Génesis y Saga de Fénix
Los X-Men originales son atacados por una entidad conocida como Krakoa, la Isla Viviente. Xavier recluta aun nuevo equipo de estudiantes para que rescaten a sus alumnos. Entre ellos fueron Darwin, Petra, Sway y Vulcan. Este último resultó ser ni más ni menos que Gabriel, el hermano menor de Cíclope y Havok, que había sido enviado a la Tierra como espía por los Shi'Ar. El equipo tuvo éxito en rescatar a Cíclope, pero todos murieron trágicamente en la misión, a excepción de Vulcan, quién logró escapar. Xavier borra los recuerdos de Cíclope sobre este dramático suceso y decide reclutar a otro equipo para rescatar a sus alumnos. Cíclope y el nuevo equipo de X-Men logran rescatar a los X-Men originales de Krakoa.
Iceman, Bestia y Ángel toman la decisión de abandonar al equipo para desarrollarse profesionalmente, pero Cíclope decide quedarse en el grupo junto con Jean. La sutil, pero evidente atracción entre Jean y Wolverine, uno de los nuevos integrantes del equipo, fue detectada por Cíclope. En parte de aquí se desprende su rivalidad con Wolverine.
Poco después, en una misión de rescate en una base espacial, Jean terminará siendo recreada por la entidad cósmica conocida como la Fuerza Fénix, quién ocupa su sitio dentro de los X-Men y oculta a la verdadera Jean sin que los X-Men se percaten. Fénix salva al cosmos de ser consumido por el loco Emperador Shi'Ar D'Ken. En esa misión, Cíclope se reencuentra con su padre. Christopher Summers ahora se hace llamar Corsario y es el líder de los Starjammers, un equipo de piratas espaciales. Sin embargo, en ese momento ninguno de los dos es capaz de reconocer al otro.
La Fuerza Fénix se niega a dejar de ocupar el lugar de Jean en los X-Men. Cíclope, creyendo que era la verdadera Jean, le propone matrimonio y esta acepta. Fénix finalmente se deja corromper por su parte oscura, trasformándose así en Fénix Oscura, una terrible amenaza. Los X-Men y Fénix combaten a la Guardia Imperial de los Shi'Ar por el destino de Fénix. En la batalla, un fragmento de la conciencia de Jean toma el control del Fénix y decide destruir su cuerpo, inmolándose para salvar al universo de la amenaza de la criatura. La supuesta muerte de Jean es un golpe devastador para Cíclope, quién decide abandonar a los X-Men.
Cíclope se une a la tripulación de un barco pesquero, capitaneado por una joven llamada Lee Forrester. Después de una aventura en la que el padre de Lee es poseído por el demonio D'Spayre, Cíclope une fuerzas con Man-Thing para combatir al villano. Cíclope y Lee naufragan en el Triángulo de las Bermudas y llegan a una misteriosa isla, donde pasan unos días. Cíclope intenta olvidar la pérdida de Jean con Lee, pero la relación no funciona.
Cíclope regresa temporalmente con los X-Men para ayudarles a combatir a la princesa Shi'ar Ave de Muerte. En esa misión, Cíclope finalmente descubre que Corsario es su padre. Sin embargo, la relación entre ellos es complicada en un principio. Cíclope finalmente decide abandonar de nuevo a los X-Men.

### X-Factor
Cíclope se reencuentra con sus abuelos paternos, Phillip y Deborah Summers, quienes lo creían muerto. Ellos son dueños de una empresa naviera en Canadá. Cíclope comienza a trabajar con ellos. Poco después, conoce a una joven piloto de aviones llamada Madelyne Pryor. Cíclope se sorprende al descubrir un misterios parecido entre Madelyne y Jean Grey. Cíclope se enamora de ella y poco después contraen matrimonio.
Meses después, Madelyne da a luz a un bebé. El niño nace en la Mansión-X y es bautizado como Nathan Christopher. Cíclope se instala con Madelyne y el bebé en Alaska.
Cíclope es contactado por Mr. Fantastic. Los Cuatro Fantásticos y los Avengers encuentran en el fondo del mar, en un capullo en la bahía de Nueva York, a la verdadera Jean Grey. Cíclope queda estupefacto al ver a Jean viva de nuevo. Sin embargo, se niega a revelarle su matrimonio y paternidad, mostrándose frío y distante con ella, sin que Jean lo pueda comprender. Poco después, tanto Cíclope como Jean y el resto de los X-Men originales, son contratados por el gobierno estadounidense para formar un nuevo equipo de superhéroes: X-Factor. Cíclope acepta la oferta, abandonando a Madelyne y a Nathan en Alaska.
El villano Mr. Siniestro había logrado su objetivo: Cíclope había engendrado un hijo, el supuesto mesías de la raza mutante. Siniestro reveló ser el creador de Madelyne, quién es en realidad una especie de clon de Jean Grey. Como Madelyne ya no le sirve para nada, Siniestro ordena a sus asesinos, los Merodeadores, asesinarla y robarse al pequeño Nathan. Los X-Men salvan a Madelyne, pero no evitan que Siniestro se lleve al niño. Madelyne se queda con los X-Men y suspuestamente muere con ellos en la batalla contra el Adversario, en Dallas, Texas. Cíclope cree que Madelyne está muerta y busca a su hijo sin éxito. En realidad Madelyne está viva, y vive oculta con los X-Men en Australia, donde espía de lejos a Cíclope y su relación con Jean.
Resentida y loca de celos por la supuesta traición de Cíclope, Madelyne hace un pacto con el demonio N'astirh. N'astirh corrompe su alma y la transforma en la Reina Demonio. Madelyne ayuda a dirigir a la tropa de demonios del Limbo que invaden Manhattan. La locura de Madelyne llega a su límite cuando Siniestro aparece y le revela su origen como un clon de Jean. La enloquecida mujer termina suicidándose. Cíclope vence a Siniestro y logra rescatar al pequeño Nathan, al que decide criar con ayuda de Jean.
Por desgracia, poco después, el pequeño Nathan será secuestrado por el villano Apocalipsis. El villano teme que el niño se desarrolle como un gran guerrero y le estorbe en su propósito de gobernar al mundo. Apocalipsis infecta al niño con un tecno-virus, condenándole a muerte. Cíclope vence y supuestamente mata a Apocalipsis. Cuando todo esperanza parecía esfumarse, Cíclope recibe la visita de un misterioso equipo conocido como los Askani. Los Askani pueden salvar la vida de Nathan, pero para ello deben llevarlo consigo a su línea temporal, unos 2000 años en el futuro. Cíclope acepta que se lleven a su hijo para salvarle la vida, resignándose a no volver a verlo jamás.
El Profesor Xavier regresa a la Tierra luego de una larga ausencia. Cíclope y los demás X-Men originales renuncian a X-Factor y vuelven con los X-Men. El equipo se divide en dos unidades y Cíclope se convierte en líder de la unidad azul.

### Regreso a los X-Men
Poco después de su regreso a los X-Men, Cíclope y Jean Grey son secuestrados por órdenes de Stryfe, un terrible terrorista originario de un futuro distante. Stryfe retuvo a Cíclope y a Jean en la base abandonada de Apocalipsis en la Luna. Cíclope llegó a intuir que Stryfe era su hijo Nathan, quién de alguna manera había vuelto del futuro a vengarse de su padre. Stryfe fue derrotado por Cable, el guerrero del futuro y líder de la Fuerza-X. El hecho de que Stryfe y Cable fueran idénticos, generó en Cíclope la duda de saber quién de los dos era su hijo.
Poco después, Cíclope y Jean finalmente se casan en una ceremonia realizada en la Mansión-X. Durante su luna de miel, mientras ambos se encontraban en Jamaica, son abducidos mentalmente por Rachel Summers. Rachel es la hija de Cíclope y Jean de una dimensión alterna. Pero Rachel además reveló ser la Madre Askani (la mujer que llevó a Nathan al futuro para salvarlo). Rachel lleva a Cíclope y a Jean a la línea temporal en que envío a Nathan, unos 2000 años en el futuro. En ese futuro, Apocalipsis finalmente reina como un tirano absoluto. Los Askani planearon salvar a Nathan del tecno-virus de Apocalipsis clonando su cuerpo y trasladando su mente a este nuevo cuerpo sano. Pero el clon es robado por Apocalipsis creyendo que era el original. Apocalipsis crio a este niño, que se convertirá finalmente en Stryfe. Cíclope y Jean (utilizando los seudónimos de Slym y Red), ayudan al pequeño Nathan a controlar sus poderes y destruir a Apocalipsis. Finalmente Rachel regresa sus mentes al presente. Cíclope confirma que su hijo es en realidad Cable. Aunque físicamente Cíclope y Jean solo pasan unas horas inconscientes, sus mentes pasan diez años en el futuro. Por ello es que ellos son ahora, mentalmente, diez años más viejos.
Cíclope y Jean se reintegran con los X-Men. Más adelante, en los eventos de la "Operación: Cero Tolerancia", el villano Bastion captura a Cíclope y a los X-Men. Bastion implanta una bomba en el pecho de Cíclope. Finalmente la bomba es extraída de Cíclope con ayuda de la Dra. Cecilia Reyes. Tras esta experiencia, Cíclope y Jean deciden tomarse un descanso de los X-Men y se mudan a una cabaña en Alaska.
Tiempo después, Cíclope y Jean finalmente regresan con los X-Men para enfrentar la crisis desatada por Apocalipsis. Apocalipsis desata la guerra contra los doce mutantes más peligrosos para su ascenso, incluido Cíclope. Apocalipsis intenta además hacerse del control de joven mutante Nate Grey (una versión de Cable proveniente de la llamada Era de Apocalipsis). Cíclope une fuerzas con Cable y juntos logran vencer a Apocalipsis. Por desgracia, Cíclope interviene en el proceso de posesión de Apocalipsis hacía Nate y es él quién termina "fusionado" con el villano. El Cíclope-Apocalipsis escapa de los X-Men y se mantiene oculto por un tiempo.
Meses después, Jean y Cable tiene éxito en encontrar a Cíclope y liberarlo del control de Apocalipsis. Cable aparentemente destruye la esencia de Apocalipsis, acabando con el villano. Pero Cíclope queda seriamente traumatizado por la experiencia, y esto provoca que su relación con Jean enfrente una crisis.

### Nuevos X-Men y dirección del Instituto
Cíclope recurre a Emma Frost como terapeuta para ayudarle a sobrellevar la crisis en su matrimonio, pero ambos terminan enredándose en un affair.
El romance entre Cíclope y Emma finalmente será descubierto por Jean. Cíclope decide escapar de la Mansión incapaz de enfrentar a su esposa. Lo cierto es que en realidad Cíclope se enamoró de Emma. En su ausencia, Cíclope une fuerzas con Wolverine y Fantomex para desmantelar la base del proyecto Arma X.
Cíclope finalmente vuelve con los X-Men cuando el mutante Xorn, uno de los nuevos integrantes del equipo, traiciona al equipo y realiza un atentado terrorista contra la ciudad de Nueva York. Con los X-Men incapacitados por Xorn, Cíclope se alía con Fantomex y con los estudiantes del Instituto. Los X-Men finalmente reaparecen, con Jean trasformada de nuevo en el Fénix. Con el poder del Fénix, Jean es capaz de vencer a Xorn, pero muere asesinada por el villano en el combate.
Después de la crisis, el Profesor Xavier decide abandonar a los X-Men para instalarse en la isla de Genosha, cediendo a Cíclope y a Emma Frost la dirección del Instituto. Cíclope y Emma comienzan una relación a pesar de las críticas de algunos de sus compañeros debido a la reciente viudez de Cíclope.
Poco después, la Fuerza Fénix vuelve a la Tierra gravemente herida tras el combate contra Xorn. La entidad busca uno de sus fragmentos, que terminó alojándose en el interior de Cíclope. La Fuerza Fénix exhuma el cuerpo de Jean utilizandolo como vehículo. Los X-Men enfrentan a la criatura, quién finalmente recupera el fragmento que le faltaba y regresa al espacio.
Cuando Wanda Maximoff, la Bruja Escarlata, diezma a los mutantes al despojarles de sus poderes, Cíclope es uno de los 198 mutantes que logran conservar intactas sus habilidades.
Algún tiempo después, la Mansión-X es destruida tras un ataque de los Purificadores. Esto, y la supuesta muerte de Xavier, provocan que los X-Men se desintegren. Cíclope y Emma Frost se mudan a San Francisco (California), invitados por el alcalde de la ciudad. La ciudad es declarada "amigable" con los mutantes y pronto los X-Men se reagrupan en ella. Con la creciente amenaza de los Purificadores, Cíclope y Wolverine planean habilitar una nueva versión de la Fuerza-X, cuyo objetivo es destruir a los Purificadores. Inicialmente, las operaciones de la Fuerza-X quedan ocultas para el resto de los X-Men.
Más tarde, cuando Norman Osborn es nombrado director de S.H.I.E.L.D., declara a los X-Men como ilegales en territorio nacional, Cíclope acepta una alianza con Magneto, quién ofrece refugio al equipo y a todos los mutantes en su vieja base, el Asteroide-M, ahora transformado en un islote frente a las costas de San Francisco llamado Utopía.
Los X-Men más adelante descubren la existencia de la Fuerza-X, reprochando a Cíclope y a Wolverine que ocultaran su existencia. Este el inicio de una serie de hostilidades entre Cíclope y Wolverine que se arraigan luego de un ataque de un centinela enviado por el Club Fuego Infernal a Utopía. Cíclope y Wolverine terminan enfrentándose en el campo de batalla. Sus diferencias provocan un cisma entre los X-Men. Wolverine y una parte del equipo deciden volver a la vieja escuela en Nueva York. Otro equipo permanece leal a Cíclope en Utopía.

### Avengers vs. X-MenyAll-New X-Men
La Fuerza-Fénix regresa a la Tierra en busca de Hope Summers, la joven mutante mesías. Cíclope pretende utilizar a la entidad para ayudarle a restaurar a la población mutante de la Tierra. Esto hace que estalle un conflicto entre los X-Men de Cíclope y los Avengers, quienes desean tomar el control de Hope y prevenir un ataque masivo del Fénix a la Tierra. Las hostilidades entre los dos equipos desencadenan en una feroz batalla en el Área azul de la Luna. En dicha batalla, la Fuerza Fénix es herida por Iron Man y al no poder poseer a Hope, decide depositarse entre los cuerpos de Cíclope, Emma Frost, Coloso, Namor y Magik.
Conforme el conflicto avanza, la Fuerza Fénix termina depositándose únicamente en Cíclope y revirtiendo a su estado de Fénix Oscura. Xavier termina enfrentándose abiertamente a la entidad, muriendo a manos de la criatura. Solo la unión de fuerzas entre Hope y la Bruja Escarlata, así como la ayuda extra del espíritu de Jean Grey, logran derrotar al Fénix, quién abandona el cuerpo de Cíclope.
Cíclope es sometido por los Avengers y los X-Men por los crímenes del Fénix y colocado en una prisión de cuarzo de rubí. En esa prisión conocería a Jake, un mutante que sería asesinado por un grupo de supremacistas humanos. Más tarde, Cíclope logra escapar de prisión con ayuda de Magneto, Danger y Magik. Ellos se convierten en fugitivos, refugiándose en la base abandonada del Proyecto Arma-X en Canadá, en donde Cíclope reabre su propia versión de la Escuela Xavier para Jóvenes Superdotados.
El terrible estatus de Cíclope y sus seguidores como proscritos, inspira a Bestia para viajar al pasado y traer al presente a los X-Men originales. El joven y original Cíclope se encuentra perturbado por las acciones de su contraparte del presente.
Cíclope y su grupo unen fuerzas con los X-Men de Wolverine y con los X-Men originales para combatir a una Hermandad de Mutantes del futuro que ha llegado a tratar de forzar a los X-Men originales a volver al pasado. Como resultado del conflicto, los X-Men originales deciden unirse a Cíclope y su grupo.
Tormenta contacta Cíclope para comunicarle que el testamento de Xavier se leerá en Westchester y los X-Men le permitirán volver al campus original de la escuela para estar presente en la lectura. En el testamento, Xavier dejó todos sus bienes a Cíclope, al que veía como un hijo. Impactado, Cíclope decidió cerrar su escuela en Canadá y envió a todos sus estudiantes a la escuela de Nueva York.
Cíclope reunió a un grupo de mutantes en la Casa Blanca para mostrar a los humanos que todos los mutantes podrían reunirse en un solo lugar sin dañar a la raza humana. Algunos X-Men se mostraron reacios a apreciar el acto de Cíclope, mientras que otros lo respaldaron, incluyendo a Magneto, quien declaró que, aunque las acciones de Cíclope parecen una locura, a Xavier le hubiera encantado esto.

### Muerte
Más adelante, Cíclope y su equipo de X-Men viajan a la Isla Muir acudiendo a un llamado del Hombre Multiple. La isla entera ha sido invadida por las Nieblas Terrígenas, los gases tóxicos que otorgan poderes a la raza cósmica conocida como los Inhumanos, y que resulta ser tóxica para los mutantes. Cíclope muere casi instantáneamente envenenado por los gases, sin embargo, Emma Frost se las arregla para ocultar a todos la muerte de Cíclope. Emma crea una ilusión de Cíclope y engaña a los X-Men para desatar un conflicto con los Inhumanos. En la batalla final, el supuesto Cíclope confronta a Rayo Negro, el rey de los Inhumanos, y aparentemente muere de forma heroica en la batalla. Además de Emma, solo Havok y Magneto conocen el engaño, pero para el resto de la raza mutante, Cíclope se convierte en un héroe y en una especie de mártir e inspiración de la causa mutante.
Poco después, los X-Men se enfrentaron a Mr. Siniestro solo para descubrir que el villano estaba experimentando para tratar de hacer que el ADN Inhumano y Mutante pudieran coexistir y crear una especie genéticamente superior a los mutantes y que podrían sobrevivir a las Nieblas Terrigenas. Siniestro finge resucitar a Cíclope, pero pronto se reveló que este Cíclope era en realidad otro experimento creado por Siniestro.
Cuando el Fénix regresa a la vida a la original Jean Grey, le permite hablar con lo que parece ser el espíritu de Cíclope. Jean lamenta no haber podido estar presente para ayudarlo. Ambos se disculparon por la forma en que las cosas terminaron entre ellos. Cíclope se desvanece en los brazos de Jean.

### Resurrecciòn
Cìclope es visto vivo de nuevo luego de la batalla entre los X-Men y Nate Grey, misma en la que los X-Men desaparecen misteriosamente.
Su resurrección fue causada cuando una versión juvenil de Cable fue a buscar a Paul, un humano que fue rescatado por Cíclope de robots gigantes controlados por el vengativo profesor Mavin (en los tiempos de los X-Men originales). Paul ahora trabaja como científico a las órdenes de Iron Man. Cable le da a Paul el dispositivo "Phoenix Cage" ("Jaula del Fénix") creado por los Avengers. Cable y Paul logran encontrar el cadáver de Cíclope después de su "muerte" pública, e implantan una versión más pequeña de la Jaula del Fénix en el corazón del cadáver. Cuando el Fénix devolvió a Cíclope por breves instantes durante la resurrección de Jean Grey, la Jaula de Fénix se activó y absorbió una pequeña porción de la Fuerza Fénix que finalmente restauró la vida de Cíclope. Después de que los X-Men desplazados en el tiempo lograron regresar a su tiempo, Cíclope ganó los recuerdos adicionales de su "yo del pasado", mientras descubre que el Cable original había estado presionando la línea de tiempo para mantener a los X-Men desplazados en el tiempo en el presente. Cable admite que trajo a su padre a la vida principalmente porque vio su muerte como injusta. Él mantiene a Cíclope contenido en su base mientras los X-Men combaten contra Nate Gray. El Profesor Marvin escapó de la prisión y persigue a Paul por venganza. Cable obliga a Cíclope a elegir a cuál de los dos salvará. La decisión de Cíclope de salvar a Paul le permite revaluar sus acciones antes de su muerte y concluir que se había vuelto tan malvado como sus enemigos, eligiendo ayudar a los mutantes sobre los humanos, independientemente de las consecuencias. Cíclope visita Utopía, luego de que Nate desapareció a los X-Men y promete encontrarlos y restaurarlos para crear un futuro más brillante junto al también resucitado Wolverine. Ellos reclutan para sus filas a Magik, Wolfsbane, Karma, Strong Guy, Havok y uno de los duplicados del Hombre Múltiple. Eventualmente, los otros X-Men regresan de la realidad alternativa creada por Nate Gray y Cíclope se reúne con Jean Gray por primera vez en muchos años.
Cíclope se convierte en habitante del estado-nación soberano de Krakoa para mutantes, creado por Charles Xavier, Magneto y Moira MacTaggert. Cuando los Cuatro Fantásticos capturan a Dientes de Sable después de que mata a varios guardias durante un atraco, Cíclope aparece para reclamar su custodia por motivos de amnistía. También le pide a los Cuatro Fantásticos que le hagan saber a Franklin Richards que hay un lugar para él en Krakoa. Más tarde, Cíclope lidera un equipo de X-Men para destruir Mother Mold y evitar la creación del centinela Nimrod. Aunque tienen éxito, todos mueren durante la misión. Sin embargo, todo el equipo es resucitado por un grupo de mutantes conocidos como los Cinco (Goldballs, Tempus, Proteus, Elixir, Hope Summers) y son proclamados los héroes de Krakoa.

## El Cíclope desplazado en el tiempo
Bestia esperaba que traer los X-Men originales al presente le recordaría a Cíclope por qué Xavier creó los X-Men y evitaría un genocidio mutante. Los X-Men originales luego deciden que quieren quedarse en el presente. Tanto el joven Cíclope desplazado en el tiempo, como el Cíclope adulto original, unen fuerzas cuando se enfrentan con la Hermandad de Mutantes del futuro, que vienen al presente y tratan de forzar a los X-Men originales a regresar al pasado.
Más tarde, la joven versión de Jean Gray desplazada en el tiempo, es tacada por los Shi'ar, quienes injustamente planean juzgarla por las acciones de la Fuerza Fénix (de las cuales es absolutamente inocente). El joven Cíclope se une a los Guardianes de la Galaxia y a los Starjammers para rescatarla. El joven Cíclope se entera de que su padre, Corsario, está vivo, y decide seguirlo al espacio y dejar a los X-Men.
Cíclope disfruta pasar tiempo con el padre que creía que estaba muerto en su línea temporal. Ambos son abandonados en un planeta alienígena y perseguidos por peligrosos cazarrecompensas. Ambos son secuestrados por el villano Capitán Valesh Malafect. Cíclope desarrolla un romance con la hija del Capitán, Vileena. Finalmente Cíclope se encuentra con los Guardianes de la Galaxia y los X-Men originales y termina volviendo a la Tierra.
El joven Cíclope apoya a X-Men en la guerra contra los Inhumanos. Durante la batalla, el joven Cíclope es poseído brevemente por un ihumano, quién le revela que en realidad el Cíclope origianl adulto no murió de forma heroica, sino que todo fue una manipulación de Emma Frost. El joven Cíclope expone a Emma y la obliga a revelar la verdad.
Durante breves instantes, el joven Cíclope también se unió al equipo de superhéroes conocidos como los Champions.
El joven Cíclope y el resto de los X-Men originales terminan reuniéndose y formando un nuevo equipo bajo el respaldo de Magneto.
Más adelante, el equipo decide volver a su línea temporal original. Por suerte, la joven Jean Grey logra borrar los recuerdos de los jóvenes X-Men acerca de todos los eventos que vivieron en el presente.

## Poderes
Cíclope es un mutante nivel alpha (el segundo nivel más poderoso, es decir un mutante con grandes poderes apariencia similar a un humano y sin un fallo significativo en sus poderes) con la capacidad de proyectar potentes explosiones de fuerza a través de sus ojos. Es visualmente distintivo su visor de rubí de cuarzo, lo que le confiere el nombre clave de Cyclops (Cíclope). Es un estratega brillante, y durante mucho tiempo fue el líder adjunto del grupo de mutantes conocidos como los X-Men. Hoy en día Cíclope finalmente reemplazó a su mentor, el Profesor X, para convertirse en el líder al mando de los X-Men.
Poderes de origen mutante: Optic Blast (Rayo óptico)
Cyclops posee la habilidad mutante de proyectar un potente haz de fuerza a través de sus ojos. Originalmente se creyó que esta habilidad provenía de las energías del ambiente (como la radiación solar, los fotones y los rayos cósmicos) que Cíclope absorbía y metabolizaba en su organismo y las liberaba en un potente rayo óptico. Sin embargo después se reveló que la real naturaleza del poder mutante de Cíclope se origina a partir de un universo No-Einsteniano que era abierto y canalizado a través de los ojos de Scott. Él absorbe energía solar, pero lo que realmente pasa es que usa esta energía para abrir un portal dimensional a través de sus ojos a un universo rojizo, del cual escapan las increíbles energías que son canalizadas a través de los ojos de Cíclope. Estos rayos no producen calor o radiación, sino que son de pura fuerza de impacto. De este modo, los ojos de Cíclope no solo son órganos que utiliza para ver el mundo que lo rodea, sino que ellos son también portales interdimensionales entre este universo y un universo No-Einsteniano, donde las leyes físicas como las conocemos no se aplican. Este universo está lleno de partículas que se asemejan a los fotones; Sin embargo, ellos interactúan con las partículas de este universo mediante la transferencia de energía cinética en forma de gravitones (las partículas de la gravedad). Estas partículas generan una gran fuerza de conmoción direccional cuando interactúan con los objetos de este universo.
Campo Psiónico: La mente de Cíclope tiene un campo psiónico particular que está en sintonía con las fuerzas que mantienen la abertura dimensional que ha tomado lugar en sus ojos. Lo que hace segura la transferencia y retorno de estas poderosas energías. El rubí sintético de cristal de cuarzo utilizados en los lentes de las gafas de Cíclope y el visor está conectado con el campo psiónico de su mente y está protegido de manera similar.
Este campo psiónico envuelve su cuerpo, haciéndolo inmune a su haz de fuerza. Scott también es inmune al poder de su hermano Alex (Havok), que tiene la capacidad de emitir ondas de energía en forma de plasma. Asimismo Havok tiene inmunidad al rayo óptico de Cíclope. Scott tiene una resistencia más limitada a los poderes de su hermano Gabriel (Vulcan).
El ancho de las ráfagas parece estar centrado de igual forma con este campo psiónico de su mente, lo que regula la capacidad de sus ojos de soltar esta ráfaga y así tiene control del tamaño de la abertura y por lo tanto actúa como una válvula para controlar el flujo de partículas y el poder relativo del haz. Esto es controlado por el visor, debido a que Cíclope sufrió aquel accidente de niño en donde se dañaron los nervios que le hubieran permitido tener control propio de sus ráfagas, aunque esto también parece ser psicológico. Así que Cíclope necesita su visor para realizar tal cosa.
El suministro de fuerza extradimensional para los ojos de Cíclope es prácticamente infinito. Por lo tanto, siempre y cuando el campo psiónico de Cíclope esté activo (que es constante), existe la posibilidad de emitir energía. El único límite a su poder es la fatiga mental de enfocar constantemente esta energía, la misma que puede recuperar después de un corto descanso.
Al remover sus lentes es capaz de expulsar un rayo muy potente, aunque incontrolable y el campo
psiónico no lo protege del todo.

## Otras versiones

### Era de Apocalipsis
En esta realidad, Cíclope funge como Prelado de Mr Siniestro, que a su vez, es Un Jinete de Apocalipsis. El y su hermano, Havok, fueron criados por Mr. Siniestro. Su fuerte atracción hacia la X-men Jean Grey, provoca que Cíclope traicione a su equipo, el "Factor-X", y se alíe con Grey. Al final, Cíclope muere asesinado por su hermano, Havok, al intentar salvar la vida de Jean.

### Ultimate Cíclope
Cíclope es el líder de campo de los X-Men de 18 años de edad. Aunque está enamorado de Jean Grey, es incapaz de atraerla hacia el, y celoso de Wolverine, termina uniéndose a la Hermandad de mutantes de Magneto. Más tarde, finalmente ambos inician una relación. Durante el final de esta continuidad, llamada "Ultimátum", Cíclope es quien extermina a Magneto, aunque muere a manos de Quicksilver.

### Amalgam Comics
Cíclope se fusiona con el Rayo, de DC Comics, para formar a Apollo.

## En otros medios

### Televisión
Cíclope ha participado en todas las series de animación basadas en los X-Men.
- Cíclope hizo su primera aparición de dibujos animados en la serie de 1966 The Marvel Super Heroes episodio de la porción The Sub-Mariner, "Dr. Doom's Day" con la alineación original de los X-Men (Ángel, Bestia, Iceman y Jean Grey).

- Cíclope apareció en el episodio piloto animado X-Men: Pryde of the X-Men estrenado a finales de los 80's, usando su viejo uniforme de los X-Men antes de irse. Su voz fue interpretada por Michael Bell.

- En X-Men cumple con el mismo papel que en el cómic, al estar esta serie basada en su mayoría en la publicación de Marvel.

- En Los 4 Fantásticos de 1994, Cíclope y los otros X-Men hacen un cameo en el episodio "Nightmare in Green" mirando a la Antorcha Humana y Rick Jones volar sobre sus cabezas.

- También participó en Spider-Man: La Serie Animada en la década de 1990 en "The Mutant Agenda / Mutant's Revenge", junto con el resto de los X-Men, cuando Spider-Man buscó la ayuda del Profesor X para curar su reciente crisis de mutación.

- En la serie animada X-Men: Evolution, Cíclope fue interpretado con la voz de Kirby Morrow. Aquí, Scott Summers es el líder de campo de los X-Men. En contraste con su versión convencional, esta versión de Scott es un joven adolescente confiado, responsable, seguro de sí mismo y tiene rasgos de líder por naturaleza con una personalidad mucho más extrovertida; todos sus compañeros de equipo lo admiran, especialmente porque era el recluta original de Xavier; Rogue incluso se enamora de él después de que ella se une al equipo, principalmente porque él continuó tratando de ser su amigo aun cuando ella desconfiaba de los X-Men al comienzo. En un vistazo del futuro al final de la serie (y como lo insinuó el director Frank Paur) parece que finalmente Scott se involucra de nuevo con Rogue después de la transformación de Jean en Dark Phoenix, que evidentemente resultó en su desafortunado fallecimiento.[62]

Durante las dos primeras temporadas, Scott intenta sin éxito ganarse el corazón de su vieja amiga Jean Grey, quien inicialmente lo rechazó a pesar de devolverle disimuladamente sus afectos románticos. Más tarde admitió su amor por él después de que Scott se separó de los X-Men, sin sus gafas, y fue descubierto por Jean durante una batalla con Mystique. Después de graduarse de la Secundaria Bayville, Scott se convirtió en instructor en el Instituto Xavier para jóvenes dotados y actualmente está involucrado de manera sentimental con Jean. También comparte una estrecha relación de hermano mayor y hermano menor con Nightcrawler.
En esta serie, Scott más tarde se enteró de que Alex, su hermano menor, todavía estaba vivo, y a menudo tenían conversaciones por teléfono o realmente se juntaban a pasar los ratos juntos, aunque Alex rechazó ser miembro a tiempo completo de los X-Men. Sus padres aparentemente fallecidos sólo se ven en una escena del pasado.
- En la más reciente serie Wolverine and the X-Men es relegado a un papel secundario.

- Carlos Alazraqui interpretó la voz de Cíclope en la caricatura infantil The Super Hero Squad Show, episodio "Mysterious Mayhem at Mutant Academy".[63]

- Cíclope hace una aparición al final del episodio cinco de Marvel Anime: Wolverine, llegando para darle un aventón a Logan en el Blackbird.

A continuación, Cíclope aparece de nuevo en la miniserie de anime X-Men de 12 episodios. La premisa de la serie comienza después de la muerte de Jean Grey, los X-Men son llamados a reunirse nuevamente por Charles Xavier para viajar a Japón cuando secuestran a Hisako Ichiki y enfrentar a los U-Men. Su voz fue interpretada por Toshiyuki Morikawa en la versión japonesa y por Scott Porter en la versión en inglés.
- Cíclope hace un cameo junto con Bestia y Wolverine en el episodio "Infiltration" de The Avengers: Earth's Mightiest Heroes. Su foto se ve adherida a una pizarra con las fotos de otros súper seres conocidos que Nick Fury observaba, tratando de determinar a qué héroes puede acudir en la próxima invasión de los Skrull.

- Cíclope aparece por unos momentos junto a Bestia durante la presentación especial en La Balsa al comienzo de la serie de anime Marvel Disk Wars: The Avengers. Su destino permanece desconocido a medida que la serie avanza, hasta el episodio 16, donde se revela que está atrapado dentro de un DISK en posesión de Wolverine. Wolverine le da el DISK a Hikaru, como el DISK de Cíclope es del tipo Energía, Hikaru convoca a Cíclope para ayudar a Wolverine contra el Predator X y el Barón Zemo. Pero, antes de que pudiera terminar la batalla contra Zemo, Cíclope se queda sin tiempo y regresa a su DISK.

- En el episodio "Beetle Mania" de Ultimate Spider-Man, un rastreo de noticias del Daily Bugle menciona a Scott Summers para presentar una nueva línea de gafas de sol.

- Cíclope aparece en la nueva serie animada X-Men '97.

### Cine
Cíclope aparece en las 4 películas que se han rodado de la franquicia X-Men hasta 2009. Ha aparecido en la trilogía X-Men, X-Men 2 y X-Men: The Last Stand, en todas ellas interpretado por el actor James Marsden, incluyendo la película X-Men Origins: Wolverine donde fue interpretado por el actor Tim Pocock. También hizo un cameo sin acreditar en X-Men: días del futuro pasado. Tye Sheridan interpretó una versión joven de Cíclope en la película de 2016 X-Men: Apocalipsis.
- X-Men (2000)

En la primera película, Cíclope, es el líder de los X-Men, un maestro en la escuela, y tiene una relación de largo tiempo con Jean Grey. Cíclope logra espantar a Sabretooth con su rayo óptico y con la ayuda de Tormenta rescatan tanto a Wolverine como a Rogue llevándolos a la Mansión X. Aunque al principio trata de ser amigo de Wolverine, pronto expresa resentimiento hacia él debido a su actitud burlona y por coquetear con Jean. Después de que Rogue huye de la mansión, él y Tormenta van a la estación de trenes para buscarla, pero son emboscados por Toad y Sabretooth. Cuando Sabretooth levanta a Tormenta por el cuello, Cíclope se apresura a ayudarla pero se distrae momentáneamente cuando Toad le quita su visor con la lengua, haciendo que lance sus rayos ópticos destruyendo el techo de la estación, Rogue es secuestrada por Magneto. El profesor Xavier organiza una misión de rescate con Cíclope, Tormenta, Jean y (para enojo de Cíclope) Wolverine. Cíclope, temiendo por la vida de Xavier, promete cuidar a los estudiantes sin importar lo que pase y lleva a cabo la misión de rescate, después de que Xavier es envenenado mientras usa a Cerebro en un intento de encontrar a Rogue. Al llegar a Liberty Island, Wolverine es atacado por Mystique y el resto del equipo es emboscado por Toad quien se encarga de atrapar a Cíclope en una caja de exhibición, luego escupe baba en la cara de Jean, y vence a Tormenta brutalmente. Cíclope escapa de la jaula lanzando sus rayos ópticos para destruir la puerta y quema la baba que Jean tenía en la boca antes de que se asfixie mientras que Tormenta se recupera de la golpiza y se encarga de Toad. Cuando el equipo es atrapado por Magneto, Cíclope logra lanzar sus rayos ópticos a Sabertooth con la ayuda de Jean, haciendo que caiga desde la cima de la Estatua de la Libertad, luego él y los otros X-Men atrapados se liberan de sus restricciones. Durante el clímax de la película, le lanza a Magneto su rayo óptico, lo que permite a Wolverine rescatar a Rogue. Cíclope es interpretado por el actor estadounidense James Marsden.
- X-Men 2 (2003)

Al comienzo de la secuela, Jean le dice a Scott que tiene un mal presentimiento de que ocurrirá algo terrible, pero Scott le asegura a Jean que nunca dejará que le pase nada. Una vez más, Cíclope no está contento de ver a Wolverine de regreso en la mansión. Cíclope acompaña al Profesor X a visitar a Magneto, quien está encerrado en una prisión de plástico y mientras espera a Xavier afuera, Cíclope es atacado por Yuriko Oyama y los guardias de la celda. Oyama le dispara a Cíclope con una ronda de tranquilizantes a lo que Cíclope responde inmediatamente lanzándole un rayo óptico luego pelea y vence a los guardias. Cuando estaba por destruir la puerta de la celda con sus rayos ópticos para salvar a Xavier, Oyama de repente le salta a Cíclope por detrás y lo deja inconsciente. Cíclope es capturado junto con Xavier. Después de que William Stryker le lava el cerebro a Cíclope, lo pone a esperar a los X-Men, listo para emboscarlos. Por poco mata a Jean y la batalla entre Cíclope y Jean daña la presa bajo la cual están luchando. Cíclope pronto se libera de su lavado de cerebro y ayuda a Jean a escapar de las instalaciones de Stryker. Sin embargo, una vez que el equipo llega al avión, Jean decide quedarse atrás, se envuelve con el poder de Fénix similar a una llama y parece sacrificarse para que los X-Men puedan escapar del agua. Cíclope ordena inmediatamente a los otros X-Men que regresen, pero no pueden hacerlo y comparte un momento de angustia con Wolverine. Cíclope se pone triste y se enoja por el sacrificio de Jean, a pesar de que Wolverine le dice a Cíclope que ella lo eligió de entre los dos. James Marsden regresa para interpretar a Cíclope en esta segunda entrega.
- X-Men: The Last Stand (2006)

Casi media hora después de haber transcurrido la película, al pasar muchos meses llorando por la muerte de Jean e incapaz de lidiar con su angustia, Cíclope ya retirado de los X-Men, regresa al Lago Alkali. Oye la voz de Jean y le suplica que se detenga. Desesperado lanza sus rayos ópticos en un intento de callar esa voz, y justo en ese momento Jean sale del agua. Ella le dice que se quite las gafas especiales que usa porque puede controlar sus poderes. Cuando Scott se quita sus lentes protectores, el poder de Jean suprime sus rayos ópticos y sus ojos se convierten en ojos azules normales. Sin embargo, al carecer del control total sobre su malévola personalidad del Fénix, Jean besa a Scott y lo mata fuera de pantalla. Su muerte no se muestra en la pantalla, aunque el profesor sintió el fuerte poder del Fénix y el resto del equipo sabe que murió. Nunca se encuentra su cuerpo (probablemente porque Jean lo desintegró tal como lo hizo posteriormente con Xavier), pero sus gafas de cuarzo rubí se ven flotando en el aire alrededor del lago. Al final de la película, se puede ver su tumba, al lado de Jean y Xavier. A pesar de aparecer con su uniforme de cuero de los X-Men y su visor de batalla en los pósteres promocionales de X-Men 3, Cíclope jamás se pone el uniforme de los X-Men ni tiene participación alguna en el equipo. El actor estadounidense James Marsden vuelve a interpretar a Scott por penúltima vez en la franquicia.
- X-Men Origins: Wolverine (2009)

En la precuela, una versión adolescente de Cíclope tiene un papel de apoyo, donde es interpretado por el actor australiano Tim Pocock. Asiste a un colegio normal, ocultando sus poderes. La primera vez que se lo ve, es regañado en la escuela por su maestra y enviado a castigo por usar lentes en clases. Más tarde, mientras copia palabras en una pizarra, Victor Creed lo ataca, porque quiere capturarlo para los experimentos mutantes de William Stryker. Durante la persecución, las gafas de sol de Cíclope se caen y sus rayos ópticos dañan el edificio de la escuela. Finalmente Stryker lo convierte en su prisionero y lo incapacita poniéndole una venda de carbono sobre los ojos, pero pronto es liberado cuando Wolverine ataca las instalaciones de Stryker en busca de venganza. Mientras escapa, Cíclope hace uso de sus rayos oculares para aniquilar a los secuaces de Stryker siendo apuntado en la dirección correcta por Emma Frost, luego lleva a los mutantes cautivos hacia la salida guiado por la voz telepática del Profesor X que conduce a todos los mutantes a un lugar seguro. Afuera, se encuentra con el Profesor X por primera vez y se va con los otros mutantes en su helicóptero. Los rayos ópticos de Cíclope están representados de forma diferente que en los cómics, generando calor y una fuerza que le provoca conmoción además de que puede contener su poder con gafas comunes.
- X-Men: primera generación (2011)

En la segunda precuela de la franquicia, aparece brevemente como un niño, durante la escena en la que Charles Xavier usa a Cerebro por primera vez, entre varios mutantes se ve a un niño con gafas de sol color rubí similares y un guante de béisbol; en los cómics, Cíclope es un fanático del béisbol. Por otra parte, aparece en un papel secundario su hermano Alex Summers como parte de los primeros estudiantes de Xavier pero este resulta ser el hermano mayor y no el hermano menor de Cíclope como en los cómics.
- X-Men: días del futuro pasado (2014)

En la séptima película de la franquicia, donde parte de los eventos de X-Men Origins: Wolverine, X-Men, X-Men 2 y X-Men: The Last Stand parecen haber sido deshechos, James Marsden interpreta a Cíclope por última vez. En el final de X-Men: días del futuro pasado, Cíclope hace un cameo junto a Jean Grey (Famke Janssen). Él está nuevamente en una relación con Jean, y a pesar de su rivalidad, Wolverine expresa alegría al ver a Cíclope revivido. Wolverine había sido enviado desde el futuro hasta el pasado de 1973 para evitar el futuro destructivo por el surgimiento de los Centinelas. Él alentó al joven Charles Xavier (James McAvoy) a reformar a los X-Men y reclutar a Scott para el futuro equipo, junto con Ororo y Jean, argumentando que el bien que lograron supera el mal que experimentaron.
- X-Men: Apocalipsis (2016)

En la precuela que se estrenó con el fin de comenzar nuevamente la historia de los X-Men, Bryan Singer confirmó en una entrevista que un joven Cíclope aparecería en su próxima película ambientada en los años ochenta. En una entrevista con Yahoo Movies, Marsden sugirió ver a su coprotagonista de Best of Me, Luke Bracey para reemplazarlo como Cíclope. Singer luego confirmó que Cíclope es interpretado por Tye Sheridan. Singer ha revelado que Havok y Cíclope son hermanos y que Havok lleva a Scott al instituto de Xavier después de que sus poderes se manifiestan mientras él está en la escuela durante una discusión con un matón. Aunque él y Jean inicialmente discuten cuando se conocen, Scott se disculpa con ella después de recibir sus lentes de cuarzo rubí, los dos van en un viaje a la ciudad con Kurt Wagner después de que llega. Los tres regresan justo cuando la mansión explota por causa de Havok quien accidentalmente destruye el Jet-X al tratar de impedir que Apocalipsis y sus Jinetes se lleven a Xavier. Quicksilver y Beast se dan cuenta de que Havok murió cuando hizo estallar la mansión. Las fuerzas de William Stryker llegan a la mansión para investigar la señal telepática que Xavier envió forzado por Apocalipsis, y se llevan a todos. Scott, Jean y Kurt son los únicos tres estudiantes y personal que escaparon del ataque de Stryker cuando Scott se había topado con las ruinas de la mansión para intentar encontrar a Alex, escapando así del estallido inicial. Mientras los tres se cuelan en el avión para seguir a las fuerzas de Stryker, Scott llora la muerte de su hermano, y Jean le revela que Alex en realidad siempre pensó que Scott sería el mayor de los dos. Después de rescatar a los otros X-Men, Scott se une a la pelea final contra Apocalipsis, enfrentando a Tormenta en la batalla antes de que ella traicione a Apocalipsis. En una escena eliminada, Scott le dice a Bestia que todos no deberían llamarlo Cíclope después de obtener su visor.
- Logan (2017)

En 2029, Laura posee un cómic de los X-Men y se lo da a Logan. En el cómic, aparece junto a Charles Xavier, Wolverine, Storm, Colossus y Rogué. Se desconoce su destino real luego del Incidente ocurrido en Westchester causado por Xavier.
- Deadpool 2 (2018)

Tye Sheridan hace un cameo como Cíclope en una escena en la que Deadpool pregunta por qué nunca interactúa con los otros X-Men.
- Dark Phoenix (2019)

Tye Sheridan retoma su papel por última vez como Scott Summers / Cíclope en esta película, ambientado en la década de 1990 y programado para adaptar la Saga de Fénix Oscura.

### Videojuegos
- X-Men: Children of the Atom (1994)
- X-Men: Mutant Apocalypse (1995)
- X-Men vs. Street Fighter (1996)
- Marvel Super Heroes vs. Street Fighter (1997)
- Marvel vs. Capcom: Clash of Super Heroes (1998)
- Marvel vs. Capcom 2: New Age of Heroes (2000)
- Ultimate Marvel vs Capcom 3 (2011)
- Marvel Contest of Champions (2014)